# Wanne (Möhne)
Die Wanne ist ein 3,8 km langer, linker Nebenfluss der Möhne in Nordrhein-Westfalen, Deutschland. Der Bach fließt vollständig im Stadtgebiet der zum Kreis Soest gehörenden Stadt Warstein.

## Geographie
Der Bach entspringt etwa 1,3 km südöstlich von Allagen im Arnsberger Wald auf einer Höhe von 321 m ü. NHN. Zunächst in westliche Richtungen abfließend wendet sich der Bach mit der Mündung des Lagersiepens nach Nordwesten. Nachdem die Wanne Niederbergheim durch flossen hat mündet sie auf 222 m ü. NHN linksseitig in die Möhne. Bei einem Höhenunterschied von 99 Metern beträgt das mittlere Sohlgefälle 26,1 ‰. Das 6,261 km² große Einzugsgebiet wird über Möhne, Ruhr und Rhein zur Nordsee hin entwässert.

### Nebenflüsse
Wichtigste Nebenflüsse der Wanne sind das Kellersiepen und die Hamecke mit einer Länge von 1,9 km. Lagersiepen und Kellersiepen sind an ihrer Mündung länger als die Wanne bis zu diesem Punkt. Im Folgenden werden die Nebenflüsse der Wanne angegeben, wie sie im Gewässerverzeichnis NRW verzeichnet sind.
| Name          | Stat. in km | Lage  | Länge in km | Mündungshöhe in m ü. NHN | GKZ       |
| ------------- | ----------- | ----- | ----------- | ------------------------ | --------- |
| Lagersiepen   | 3,084       | links | 1,1         | 267                      | 276254 2  |
| Kellersiepen  | 2,710       | links | 1,9         | 259                      | 276254 4  |
| Teufelssiepen | 2,467       | links | 1,3         | 253                      | 276254 52 |
| Milmecke      | 1,407       | links | 1,2         | 238                      | 276254 6  |
| Hamecke       | 0,100       | links | 1,9         | 223                      | 276254 8  |